# Пинг
Пинг, или Мепинг, е река в северозападната част на Тайланд, дясна съставяща на Менам-Чао Прая. Дължина – 658 km, площ на водосборния басейн – 44 688 km². Река Пинг води началото си на 1722 m н.в., от най-северните части на хребета Танентаунджи, в близост до границата с Мианмар. В горното и средното си течение тече предимно по планинско-хълмисти силно залесени местности, а след устието на най-големия си приток Ванг излиза от планините и тече в югоизточна посока през северната част на Менамската низина. В град Након Саван, на 25 m н.в., се съединява с идващата отляво река Нан и двете заедно дават началото на пълноводната река Менам-Чао Прая. Основни притоци: леви – Нгай, Тха, Ли (210 km), Ванг (392 km); десни – Тенг, Кхан, Чем, Тун. Подхранването ѝ е предимно дъждовно и има ясно изразен мусонен характер с лятно пълноводие (от април до ноември). В средното ѝ течение, на около 30 km преди устието на река Ванг, през 1966 г. е пуснат в експлоатация най-големия в Тайланд хидровъзел „Бхумбиол“ (дължина на язовира – над 100 km, височина на преградната стена – 154 m, ВЕЦ с мощност около 500 Мвт). Водите ѝ се използват предимно за напояване по време на сухия сезон. Долината ѝ е гъсто населена, като най-големите селища са градовете Чианг Май, Так, Кампхенпхет и Након Саван в устието.

## Галерия
- Река Пинг на север от ЧиангМай
- Река Пинг след хидровъзела „Бхумбиол“
- Преградната стена на хидровъзела „Бхумбиол“